# Serie Mundial de 1929
La Serie Mundial de 1929 fue disputada entre Philadelphia Athletics y Chicago Cubs.
Los Philadelphia Athletics resultaron ganadores al vencer en la serie por 4 partidos a 1.

## Desarrollo

### Juego 1
| Equipo       | 1 | 2 | 3 | 4 | 5 | 6 | 7 | 8 | 9 | C | H | E |
| ------------ | - | - | - | - | - | - | - | - | - | - | - | - |
| Philadelphia | 0 | 0 | 0 | 0 | 0 | 0 | 1 | 0 | 2 | 3 | 6 | 1 |
| Chicago      | 0 | 0 | 0 | 0 | 0 | 0 | 0 | 0 | 1 | 1 | 8 | 2 |

LG: Howard Ehmke (1–0)  LP: Charlie Root (0–1)  
HRs:  PHA – Jimmie Foxx (1)

### Juego 2
| Equipo       | 1 | 2 | 3 | 4 | 5 | 6 | 7 | 8 | 9 | C | H  | E |
| ------------ | - | - | - | - | - | - | - | - | - | - | -- | - |
| Philadelphia | 0 | 0 | 3 | 3 | 0 | 0 | 1 | 2 | 0 | 9 | 12 | 0 |
| Chicago      | 0 | 0 | 0 | 0 | 3 | 0 | 0 | 0 | 0 | 3 | 11 | 1 |

LG: George Earnshaw (1–0)  LP: Pat Malone (0–1)  SV: Lefty Grove (1)  
HRs:  PHA – Jimmie Foxx (2), Al Simmons (1)

### Juego 3
| Equipo       | 1 | 2 | 3 | 4 | 5 | 6 | 7 | 8 | 9 | C | H | E |
| ------------ | - | - | - | - | - | - | - | - | - | - | - | - |
| Chicago      | 0 | 0 | 0 | 0 | 0 | 3 | 0 | 0 | 0 | 3 | 6 | 1 |
| Philadelphia | 0 | 0 | 0 | 0 | 1 | 0 | 0 | 0 | 0 | 1 | 9 | 1 |

LG: Guy Bush (1–0)  LP: George Earnshaw (1–1)  

### Juego 4
| Equipo       | 1 | 2 | 3 | 4 | 5 | 6 | 7  | 8 | 9 | C  | H  | E |
| ------------ | - | - | - | - | - | - | -- | - | - | -- | -- | - |
| Chicago      | 0 | 0 | 0 | 2 | 0 | 5 | 1  | 0 | 0 | 8  | 10 | 2 |
| Philadelphia | 0 | 0 | 0 | 0 | 0 | 0 | 10 | 0 | X | 10 | 15 | 2 |

LG: Eddie Rommel (1–0)  LP: Sheriff Blake (0–1)  SV: Lefty Grove (2)  
HRs:  CHC – Charlie Grimm (1)  PHA – Al Simmons (2), Mule Haas (1)
Mayor remontada de la historia de la Serie Mundial y Playoffs.

### Juego 5
| Equipo       | 1 | 2 | 3 | 4 | 5 | 6 | 7 | 8 | 9 | C | H | E |
| ------------ | - | - | - | - | - | - | - | - | - | - | - | - |
| Chicago      | 0 | 0 | 0 | 2 | 0 | 0 | 0 | 0 | 0 | 2 | 8 | 1 |
| Philadelphia | 0 | 0 | 0 | 0 | 0 | 0 | 0 | 0 | 3 | 3 | 6 | 0 |

LG: Rube Walberg (1–0)  LP: Pat Malone (0–2)  
HRs:  PHA – Mule Haas (2)
|                                                                |
| Campeón de las Grandes Ligas Philadelphia Athletics 4.º título |